# Линдберг, Тони
Тони Линдберг (фин. Toni Lindberg; род. 23 сентября 1985, Руотсинпюхтяа, Уусимаа) — финский футболист, защитник; тренер. В настоящее время работает директором по развитию футбольного клуба «Лахти».

## Карьера
Является воспитанником клуба «МюПа-47». В 2002 году начал свою профессиональную карьеру в клубе «Виллисиат». В 2004—2005 годах был игроком клуба «Кайо», за который сыграл 25 матчей. В 2006 году перешёл в «Куусанкоски» и выступал за этот клуб два сезона. За это время он сыграл в 44 матчах и забил 4 гола. В 2008 году подписал контракт с «МюПа» и выступал за этот клуб до конца 2011 года. За это время он сыграл в 80 матчах и забил 4 гола. В 2012 году переехал в Узбекистан и стал игроком мубарекского «Машала». За «Машал» выступал полсезона и за это время сыграл в 9 матчах. Во второй половине того же года был игроком норвежского клуба «Алта».
Сезон 2013 года провёл в составе финского «КТП». В первой половине 2014 года был в составе «МюПа».